# John Taylor Gilman
John Taylor Gilman (19 de dezembro de 1753 - 1 de setembro de 1828) foi um agricultor, construtor naval e estadista de Exeter, Nova Hampshire. Ele representou Nova Hampshire no Congresso Continental em 1782-1783 e foi o quinto governador de Nova Hampshire por 14 anos, de 1794 a 1805, e de 1813 a 1816.